# Nonette-Orsonnette
Nonette-Orsonnette est une commune nouvelle créée le 1er janvier 2016, située dans le département du Puy-de-Dôme, en région Auvergne-Rhône-Alpes.

## Géographie
| Le Broc             | Les Pradeaux       | Saint-Martin-des-Plains |
| Le Breuil-sur-Couze | Nonette-Orsonnette | Lamontgie               |
|                     | Beaulieu           | Auzat-la-Combelle       |

### Climat
Pour des articles plus généraux, voir Climat d'Auvergne-Rhône-Alpes et Climat du Puy-de-Dôme.
En 2010, le climat de la commune est de type climat du Bassin du Sud-Ouest, selon une étude du Centre national de la recherche scientifique s'appuyant sur une série de données couvrant la période 1971-2000. En 2020, Météo-France publie une typologie des climats de la France métropolitaine dans laquelle la commune est exposée à un climat de montagne ou de marges de montagne et est dans la région climatique  Nord-est du Massif Central, caractérisée par une pluviométrie annuelle de 800 à 1 200 mm, bien répartie dans l’année. 
Pour la période 1971-2000, la température annuelle moyenne est de 10,7 °C, avec une amplitude thermique annuelle de 16,5 °C. Le cumul annuel moyen de précipitations est de 592 mm, avec 7,8 jours de précipitations en janvier et 6,4 jours en juillet. Pour la période 1991-2020, la température moyenne annuelle observée sur la station météorologique de Météo-France la plus proche, « Issoire », sur la commune d'Issoire à 8 km à vol d'oiseau, est de 12,0 °C et le cumul annuel moyen de précipitations est de 610,7 mm,. Pour l'avenir, les paramètres climatiques de la commune estimés pour 2050 selon différents scénarios d'émission de gaz à effet de serre sont consultables sur un site dédié publié par Météo-France en novembre 2022.

## Urbanisme

### Typologie
Au 1er janvier 2024, Nonette-Orsonnette est catégorisée commune rurale à habitat dispersé, selon la nouvelle grille communale de densité à sept niveaux définie par l'Insee en 2022.
Elle est située hors unité urbaine. Par ailleurs la commune fait partie de l'aire d'attraction d'Issoire, dont elle est une commune de la couronne,. Cette aire, qui regroupe 53 communes, est catégorisée dans les aires de moins de 50 000 habitants,.

## Toponymie
Noneta e Orsoneta en occitan.

## Histoire
Créée par un arrêté préfectoral du 24 août 2015, elle est issue du regroupement des deux communes de Nonette et Orsonnette qui deviennent des communes déléguées. Son chef-lieu est fixé à Nonette.
Après avoir eu la labellisation pour Nonette, la commune entière intègre en 2022 le réseau des Petites Cités de Caractère de France.

## Politique et administration

### Administration municipale
| Période      | Période                    | Identité      | Étiquette | Qualité                          |
| ------------ | -------------------------- | ------------- | --------- | -------------------------------- |
| janvier 2016 | En cours (au 27 août 2020) | Pierre Ravel, | PS        | Retraité Ancien maire de Nonette |

### Communes déléguées
| Nom             | Code Insee | Intercommunalité           | Superficie (km2) | Population (dernière pop. légale) | Densité (hab./km2) |
| --------------- | ---------- | -------------------------- | ---------------- | --------------------------------- | ------------------ |
| Nonette (siège) | 63P03      | CC du Lembron Val d'Allier | 7,6              |                                   |                    |
| Orsonnette      | 63266      | CC du Lembron Val d'Allier | 3,05             |                                   |                    |

## Population et société

### Démographie
L'évolution du nombre d'habitants est connue à travers les recensements de la population effectués dans la commune depuis sa création.

En 2022, la commune comptait 618 habitants, en évolution de +9,77 % par rapport à 2016 (Puy-de-Dôme : +2,1 %, France hors Mayotte : +2,11 %).
| 2018 | 2022 |
| ---- | ---- |
| 588  | 618  |

## Culture locale et patrimoine

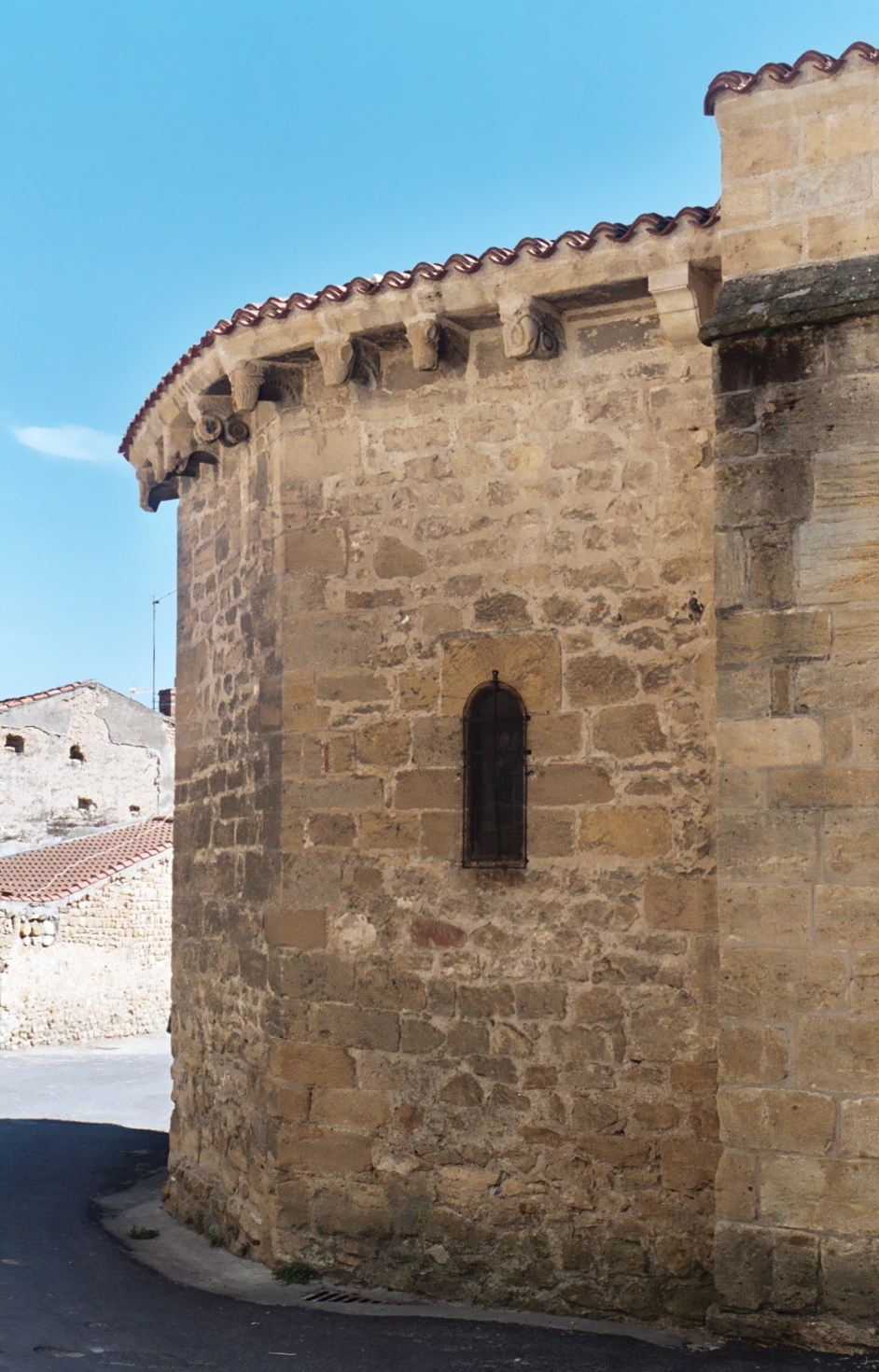
Abside de l'église Sainte-Madeleine d'Orsonnette.

### Lieux et monuments
- Église Saint-Nicolas de Nonette.
- Église Sainte-Madeleine d'Orsonnette.

### Évènements
- Le festival de Nonette fin août, qui tient sa 14e édition en 2023[18].